# تارون ساغار
تارون ساغار (بالهندية: तरुणसागर)‏‏ (26 يونيو 1967 - 1 سبتمبر 2018) هو فيلسوف وكاتب وراهب ديجمبارا هندي.